# Weilerbach (Lauter)
Der Weilerbach ist ein über einen Kilometer langer Bach im Gebiet der Gemeinde Sulzbach an der Murr im baden-württembergischen Rems-Murr-Kreis. Nach südlichem Lauf zuletzt durch den Sulzbacher Weiler Lautern mündet er von links kurz nach dem Lautermühle von links in die unterste Spiegelberger Lauter.

## Geographie

### Verlauf
Der Weilerbach entsteht etwa einen Kilometer nördlich von Lautern in einer waldreichen Talklinge zwischen den bis auf über 455 m ü. NHN aufragenden Spornen Sturz im Osten und Salzlecke im Westen auf etwa 385 m ü. NHN. Der Bach läuft von seinem unbeständigen Ursprung zwischen den Waldgewannen Schlägle im Westen und Saubrunnen im Osten an mit nur geringen Richtungsschwankungen südwärts und unterquert schon einen Steinwurf nach der Quelle die Schlinge eines in seine Klinge hereinziehenden Waldwegs. Etwas über hundert Metern danach lichtet sich der untere linke Hang, im dortigen Flurgewann Hohenstein liegen Wiesen und Obstwiesen, während der Eichenrain rechts bewaldet bleibt.
Etwas vor dem Weiler Lautern endet auch auf dieser Seite am Wechsel ins Lautertal der Wald, eine Baumgalerie aber begleitet den Bach weiterhin bis zum Ortsrand. In Lautern ist der Bach auf einem kurzen Abschnitt verdolt, er wendet sich dort auf Südwestlauf für sein letztes Laufviertel. Nachdem er am unteren Ortsrand die der Lauter folgende L 1066 unterquert hat, fließt er in einem von fast keinem Gesträuch begleiteten Graben. Etwa hundert Meter unterhalb der Lautermühle mündet er von links in die dort in einem kleinen Auenwald fließende unterste Lauter, in die nur einen Steinwurf weiter von der anderen Seite auf 267,6 m ü. NHN der Kanal der auf einer Insel stehenden Mühle zurückläuft.
Der Weilerbach mündet nach einem 1,3 km langen Lauf mit etwa 87 ‰ Sohlgefälle rund 117 Höhenmeter unterhalb seines Ursprungs. Er hat keine bedeutenden Zuflüsse.
Die Bachaue ist im Klingenabschnitt bis drei Meter breit, darin fließt der selbst halb- bis anderthalb Meter breite Bach über sandigem Sediment und unter steilen Talhängen, von denen zuweilen Rutschungen abgehen. Neben dem Bach stehen oft Erlen und Eschen, am Hangwald darüber dominieren Fichten und Hainbuchen.

### Einzugsgebiet
Das Einzugsgebiet des Weilerbachs ist etwa 0,9 km² groß, es liegt naturräumlich gesehen in den Schwäbisch-Fränkischen Waldbergen. Seine hohen und nördlichen Teile gehören zum Unterraum der Südwestlichen Löwensteiner Berge, seine mündungsnahen südlichen dagegen werden zum auch die Mündungsbucht der Lauter umfassenden Unterraum Murrtal gerechnet. Die höchsten Lagen ganz im Norden ragen wenig über 470 m ü. NHN. Dort, auf den Höhen der begleitenden Sporne und bis wenigstens die halben Hänge herab steht fast nur Wald, der deshalb den größeren Teil des Einzugsgebietes bedeckt. Auf den Einhängen des Lautertals liegen einige Obstwiesen, im flachen Lautertal dann Äcker und Wiesen.
Das Einzugsgebiet grenzt im Nordwesten an das der Schelmenklinge, aus der ein unbeständiger Bach als letzter Zufluss vor dem Weilerbach die Lauter ebenfalls von links speist. Im Norden liegt das Einzugsgebiet des Wetzklingenbachs an, der über den jenseits der östlichen Wasserscheide laufenden Fischbach unmittelbar vor dem Zufluss der Lauter zur Murr entwässert.
Einziger Siedlungsplatz im Einzugsgebiet ist der mündungsnah durchflossene Weiler Lautern der Gemeinde Sulzbach an der Murr, zu der das gesamte Einzugsgebiet gehört. Es liegt zur Gänze im Naturpark Schwäbisch-Fränkischer Wald.

## Geologie
Im Einzugsgebiet finden sich sämtlich Mittelkeuper-Schichten vom Stubensandstein (Löwenstein-Formation)  bis hinunter zum Gipskeuper (Grabfeld-Formation). Im nördlichen Einzugsgebiet und auf den beiden talbegleitenden Spornen liegt Stubensandstein, etwa im Übergangsbereich der Oberen Bunten Mergel (Mainhardt-Formation) darunter zum noch tieferen Kieselsandstein (Hassberge-Formation) beginnt der Bach seinen Lauf, der nach Durchteufen der Unteren Bunten Mergel (Steigerwald-Formation) und des Schilfsandsteins (Stuttgart-Formation) noch im eigenen Tal in den Gipskeuper eintritt, in dessen Schichthöhe er dann auch mündet.
Im Lautertal liegen dann viel jüngere als die bisher genannten mesozoischen Schichten, anfangs rechts Terrassensedimente und links Schuttdeckenreste, ehe der Bach in Lautern in holozäne Abschwemmmassen wechselt und mündungsnah in das den Lauterlauf umgebende Band aus Auenlehmen.

### LUBW
Amtliche Online-Gewässerkarte mit passendem Ausschnitt und den hier benutzten Layern: Lauf und Einzugsgebiet des Weilersbachs

Allgemeiner Einstieg ohne Voreinstellungen und Layer: Daten- und Kartendienst der Landesanstalt für Umwelt Baden-Württemberg (LUBW) (Hinweise)
1. 1 2 3  Höhe nach dem Höhenlinienbild auf dem Hintergrundlayer Topographische Karte.
2. 1 2  Höhe nach grauer Beschriftung auf dem Hintergrundlayer Topographische Karte.
3. ↑  Länge nach dem Layer Gewässernetz (AWGN).
4. ↑  Einzugsgebiet abgemessen auf dem Hintergrundlayer Topographische Karte.
5. 1 2  Schutzgebiet nach dem einschlägigen Layer, Natur teilweise nach dem Layer Biotop.

### Andere Belege
1. ↑  Wolf-Dieter Sick: Geographische Landesaufnahme: Die naturräumlichen Einheiten auf Blatt 162 Rothenburg o. d. Tauber. Bundesanstalt für Landeskunde, Bad Godesberg 1962. → Online-Karte (PDF; 4,7 MB)
2. ↑  Geologie nach den Layern zu Geologische Karte 1:50.000 auf: Mapserver des Landesamtes für Geologie, Rohstoffe und Bergbau (LGRB) (Hinweise). Ein ähnliches Bild bietet die unter → Literatur aufgeführte geologische Karte.